# ژوراستمگر
ژوراستمگر (نام علمی: Juratyrant langhami) نام یک گونه از تیره پیشاشاخ‌خزندگان است.